# 中华人民共和国港口群列表
2007年，中华人民共和国交通部出台了《全国沿海港口布局规划》，规划建造5个港口群。本列表将下属于五个港口群的港口与其功能列出。

## 长三角港口群
核心：上海港、宁波舟山港、连云港港
苏州港、南京港、连云港港组成的集装箱运输系统，上海港、南通港、苏州港、镇江港和南京港组成的进口矿石原油接卸及中转系统，上海、宁波舟山港的煤炭卸船中转运输系统

## 珠三角港口群
核心：香港、深圳港、广州港
汕头、珠海、中山港的集装箱运输系统，惠州、深圳、珠海港的进口原油和成品油气接卸系统，广州、东莞港的成品油气中转运输系统，广州港的煤炭接卸系统

## 环渤海港口群
核心：天津、青岛、大连港
丹东、营口、锦州、秦皇岛、唐山、沧州、烟台和日照港的集装箱运输系统，唐山、天津、青岛和日照、大连港的进口矿石中转系统，天津、青岛、大连港的进口原油中转系统，秦皇岛、唐山、天津、沧州、青岛、日照港的煤炭装船系统

## 东南沿海港口群
核心：厦门港
福州、泉州、莆田、漳州港的集装箱运输系统，厦门电厂的煤炭接卸系统，泉州港的进口石油、天然气接卸系统，宁德、福州、厦门、泉州、莆田、漳州港的陆岛滚装运输系统

## 西南沿海港口群
湛江、防城、海口港的集装箱运输系统，湛江、海口、广西沿海港的进口石油、天然气中转储运系统，湛江、防城和八所港的矿石转运系统，湛江、海口、三亚等港的旅客运输系统